# Cheyne Rahme
Cheyne Rahme (* 23. Januar 1991) ist ein südafrikanischer Stabhochspringer.
Bei den Commonwealth Games 2010 in Neu-Delhi wurde er Vierter.
2014 siegte er bei den Leichtathletik-Afrikameisterschaften in Marrakesch und wurde Sechster beim Leichtathletik-Continentalcup in Marrakesch.
Seine persönliche Bestleistung von 5,50 m stellte er am 10. April 2010 in Germiston auf.